# Marcelino García Alonso
Marcelino García Alonso (Muros de Nalón, 27 febbraio 1971) è un ex ciclista su strada spagnolo, professionista dal 1993 al 2003.

## Carriera
Vinse sei corse fra i professionisti fra cui la classifica generale deL Critérium International 1997 e della Vuelta a Andalucía 1998, precedendo in entrambe le occasioni il compagno di squqdra Laurent Jalabert.
Fra i suoi piazzamenti più significativi figurano i podi alla Euskal Bizikleta 1996 ed alla Parigi-Nizza 1998, ed il quarto posto alla Vuelta al País Vasco 1997.
Nel 1996 prese parte ai Campionati del mondo di ciclismo su strada svolti a Lugano.

## Palmares
- 1996 (ONCE, una vittoria)

3ª tappa Euskal Bizikleta (Lakuntza > Ondarru)
- 1997 (ONCE, due vittorie)

2ª tappa, 1ª semitappa Critérium International (Mazamet > Pic de Nore)
Classifica generale Critérium International
- 1998 (ONCE, due vittorie)

3ª tappa Vuelta a Andalucía (Puerto > Lucena)
Classifica generale Vuelta a Andalucía
- 2001 (Team CSC, una vittoria)

3ª tappa Internationale Hessen-Rundfahrt (Bad Hersfeld > Borken)

## Piazzamenti

### Grandi Giri
- Giro d'Italia

1995: 55º
2002: 39º
- Tour de France

1997: 121º
1998: abbandona con la squadra (alla 17ª tappa)
1999: ritirato (alla 5ª tappa)
2001: 122º
- Vuelta a España

2000: 70º

### Classichemonumento
- Liegi-Bastogne-Liegi

1995: 35º
1997: 76º
1998: 62º
2000: 92º
2001: 53º
- Giro di Lombardia

2001: 51º
2002: 58º

### Competizioni mondiali
- Campionati del mondo

Lugano 1996 - In linea: ?º